# Przemysław Konieczniak
Przemysław Artur Konieczniak – polski prawnik, doktor habilitowany nauk prawnych, nauczyciel akademicki Uniwersytetu Warszawskiego, specjalista w zakresie prawa karnego.

## Życiorys
W 2014 na podstawie dorobku naukowego oraz rozprawy pt. Eksperyment naukowy i techniczny a porządek prawny otrzymał na Wydziale Prawa i Administracji Uniwersytetu Warszawskiego stopień doktora habilitowanego nauk prawnych w dyscyplinie prawo, specjalność: prawo karne. Został nauczycielem akademickim Uniwersytetu Warszawskiego. Od sierpnia 2021 roku Kierownik Interdyscyplinarnej Pracowni Prawa Karnego Medycznego i Farmaceutycznego działającej przy Wydziale Prawa i Administracji UW.

## Wybrane publikacje
- Eksperyment naukowy i techniczny a porządek prawny (2013)
- Prawa pacjenta (współautor: Maria Boratyńska, 2001)